# Qornayel
Qornayel (parfois transcrit Qarnayel par les anglophones) (arabe : قرنايل ) est un village situé dans le caza de Baabda au Mont-Liban au Liban. Le village est situé à 35 km de Beyrouth et se situe en montagne à une altitude de 1 160 m et occupe une superficie de 848 hectares (8.48 km²). 

## Démographie
Le village comprendrait 3 020 résidents effectifs (estimation de 2004). Il y avait 4 087 électeurs inscrits (ce qui comprend des non-résidents) lors des élections de 2005. C'est un village mixte avec une majorité druze et une minorité Chrétienne importante.

## Attrait géographique et topographique
Les visiteurs de Qornayel peuvent admirer la beauté de cet endroit qui donne une vue spectaculaire sur les deux versants du Mont-Liban. Une vue complète de 360 degrés. Sur le versant ouest du Metn on peut facilement observer Beyrouth et la mer Méditerranée. Beaucoup de grottes sont situées dans les régions environnantes. Le panorama attire beaucoup les amateurs de randonnées pédestres recherchant la vue splendide de l'Ouest. Cette région est tout proche de la vallée de la Martine et de la ville de Hammana.
La ville est une source importante des pignons récoltés sur les pins couvrant le domaine. C'est aussi une région agricole qui produit une large variété de fruits et légumes.